# That Little Band of Gold
That Little Band of Gold er en amerikansk stumfilm fra 1915 af Roscoe Arbuckle.

## Medvirkende
- Roscoe Arbuckle som Fatty.
- Mabel Normand som Mabel.
- Ford Sterling som Gassy Gotrox.
- Alice Davenport